# Wolff (framework)
Wolff es un framework ligero de código abierto para desarrollar aplicaciones web con PHP 7. Cuyo objetivo es el de ofrecer una base de código relativamente pequeña y estable pero con la suficiente cantidad de utilidades para simplificar la construcción de aplicaciones web de pequeño y mediano tamaño. Está inspirado en otros frameworks como Yii y Laravel.
Su primera versión pública fue la 0.5 lanzada el 28 de febrero de 2019.

## Características
- Sistema de rutas que permite enlaces limpios.
- Motor de plantillas para vistas.
- Contenedor con inyección de dependencias.
- Sistema de cache.
- Modo de mantenimiento.
- Sistema de lenguaje que permite manejar diversos idiomas de forma dinámica.
- Capa de abstracción de base de datos.
- Extenso sistema de Middleware.
- Utilidades de autentificación, paginación, subida de archivos y validación de datos.
- Librería estándar con múltiples funciones útiles que pueden ser llamadas de forma nativa.

## Estructura
Un proyecto en Wolff tiene una carpeta principal llamada "app" la cual a su vez posee carpetas para los controladores, lenguajes y vistas. De esta forma no se fuerza el uso de ningún patrón de diseño estructural como lo vendría siendo el MVC.
En la raíz del proyecto también se encuentra una carpeta "public" en la cual se guardan los recursos públicos, una carpeta "system" donde se puede definir la configuración del proyecto, y hacer declaraciones de rutas, middlewares y demás.

## Limitantes
Wolff no posee dependencias externas más que el propio núcleo del framework, si bien esto lo dota de una relativa rapidez y facilidad de uso, es a su vez una limitante al no tener la misma cantidad de herramientas que otros frameworks mayores como Laravel, Yii o Symfony, concentrando así su uso en aplicaciones web de menor tamaño.